# Armstrong Gibbs
Pour les articles homonymes, voir Gibbs.
Cecil Armstrong Gibbs (Great Baddow, près de Chelmsford, dans le comté d'Essex, 10 août 1889 – Chelmsford, 12 mai 1960) est un compositeur britannique.

## Biographie
Il étudie avec Edward Dent au Trinity College à Cambridge, et avec Charles Wood et Ralph Vaughan Williams au Royal College of Music, où il a lui-même enseigné la composition et la théorie de la musique de 1921 à 1939. De 1937 à 1952, il est aussi vice-président de la British Federation of Music Festivals.
Armstrong Gibbs compose un opéra, une opérette, de la musique de scène pour plusieurs pièces, plusieurs cantates, trois symphonies, un concertino pour piano et orchestre à cordes, cinq quatuors à cordes, une sonate pour violon, des pièces pour piano, des œuvres pour chœur, et de nombreuses mélodies, dont un grand nombre d'entre elles sur des textes de son ami Walter de la Mare.

## Principales œuvres
- The White Devil, musique de scène, 1920
- In the High Alps, suite pour piano, 1921
- The Betrothal, musique de scène pour la pièce de Maurice Maeterlinck, 1921
- The Blue Peter, opéra comique, 1923
- Midsummer Madness, harlequinade, 1924
- The Sting of Love, opéra comique, 1923
- When One isn't There, opérette, 1927
- The Birth of Christ, cantate, 1930
- The Highwayman, cantate for SATB and small orchestra, 1933
- Fancy Dress, suite for piano and orchestra, 1934
- Deborah and Barak, cantate, 1936
- Lakeland Pictures huit préludes pour piano, 1940
- Twelfth Night, opéra, 1946-47
- Dale and Fell, suite, 1953
- Mr Cornelius, opérette, 1953
- Threnody pour quatuor à cordes et orchestre à cordes, 1956
- Symphonie n° 1 en mi majeur, 1931–32, créée en 1932
- Symphonie n° 2 Odysseus, symphonie chorale, 1937-38, créée en 1946
- Concertino pour piano et orchestre à cordes, 1942
- Symphonie n° 3 Westmorland, 1943-44, créée en 1945
- The Cherry Tree pour voix ou chœur